# Îles Tres Marías
Les îles Tres Marías sont un archipel mexicain situé dans l’océan Pacifique, à 87 km au plus près des côtes de l’État du Nayarit. Depuis 1905, elles hébergent une colonie pénitentiaire, créée par Porfirio Díaz alors président du Mexique. Depuis 2005, les îles sont inscrites, avec d'autres îles du golfe de Californie, sur la liste du patrimoine mondial de l'UNESCO et sont également classées depuis 2010 comme réserve de biosphère.
L’archipel est composé de quatre îles, les trois premières constituant « las Tres Marias » (en français : Les Trois Maries) qui sert de nom à l'archipel entier: 
- María Madre, 145,3 km2, la seule île peuplée et la plus importante, qui héberge une colonie pénitentiaire.
- María Magdalena, 70,4 km2,
- María Cleofas, 19,8 km2 ,
- San Juanito, un îlot de 9,1 km2.

Elles sont nommées ainsi en hommage à trois femmes se prénommant Marie dans le Nouveau Testament de la Bible : La Vierge Marie, Marie-Madeleine, et Marie, la femme de Cléophas.

## Colonie pénitentiaire
En 1905, Porfirio Díaz a décrété que ces îles deviendraient une colonie pénitentiaire en ajoutant au code pénal la peine de relégation comme justification légale de son fonctionnement.
L'idée d'une colonie pénitentiaire sur les Islas Marías n'était pas nouvelle, puisqu'elle avait été envisagée par des gouvernements antérieurs, comme ceux de Benito Juárez et de Maximilien de Habsbourg. Cependant, c'est sous Porfirio Díaz que la proposition s'est concrétisée, dans le cadre de ses efforts visant à mettre en place une réforme pénitentiaire garantissant le contrôle social, la disponibilité de la main-d'œuvre et la protection des investissements étrangers.
Le processus de création de la colonie pénitentiaire s'est concrétisé par l'achat de l'archipel par le gouvernement en 1902. Par la suite, en 1905, les Islas Marías ont été officiellement décrétées colonie pénitentiaire, et la peine de relégation a été mise en œuvre comme forme de punition. L'ajout au code pénal en 1908 a détaillé les aspects de cette peine, en établissant deux périodes et les conditions de son application.
Le directeur de la colonie pénitentiaire, Arturo G. Cubillas, a joué un rôle crucial dans l'adaptation et l'application de la peine de relégation. Une structure administrative a été mise en place, comprenant la direction générale, la direction adjointe, l'administration, les services généraux et la sécurité. En outre, deux camps ont été créés, Balleto et Salinas, où diverses activités ont été menées.
Le régime pénitentiaire des Islas Marías se caractérisait par une discipline visant à normaliser le comportement des détenus. Des mesures telles que la libération préparatoire étaient mises en œuvre pour ceux qui faisaient preuve d'une bonne conduite, et ceux qui étaient libérés étaient autorisés à résider dans la colonie. La justification juridique de la peine de relégation repose sur une approche progressive similaire au système espagnol de traitement pénitentiaire.
La colonie pénitentiaire des Islas Marías a fonctionné jusqu'en 2010, étant l'une des dernières colonies pénitentiaires insulaires d'Amérique latine.